# Мій дідусь — Дід Мороз
«Мій Дідусь — Дід Мороз» — новорічна сімейна комедія режисера Сергія Шляхтюка (дебютний повнометражний фільм) про пригоди дев'ятирічного хлопчика Максима. Стрічку спільно зняли кінокомпанії SHL Production, BAD KARMA Production.
Це перший український новорічний фільм, забезпечений можливістю перегляду в кінотеатрах для людей з порушеннями зору та слуху. Фільм адаптували під застосунки Earcatch та Subcatch, що дозволять «побачити» та «почути» фільм людям з вадами зору та слуху.
Автори схарактеризували фільм як "добрий, веселий, сімейний фільм, який занурить глядача у новорічну атмосферу, поверне віру у дива".

## Сюжет
Напередодні Нового року 9-річний Максим дізнається, що його дідусь — Дід Мороз. Хлопчик вирушає до Києва, на головну ялинку, щоб знайти його і загадати тільки одне найголовніше бажання. Максим мріє, щоб тато, який знаходиться на секретному завданні, захищає Батьківщину і від якого вже давно не було новин, повернувся додому до Нового року.  Дорогою Максим потрапляє в різні пригоди, знаходить багато друзів, яким допомагає своєю дитячою безпосередністю та простими, але водночас влучними порадами, змінює долі людей і навіть зустрічається зі справжнім чаклунством. Максим не здається, навіть після несправжніх Дідів Морозів, так само, як і його мама, яка одразу ж кинулась на його пошуки.
Творці фільму намагалися донести думку, що люди не мають забувати про головні цінності: родину, дружбу, любов і доброту.

## У ролях
| Актор             | Роль                |
| ----------------- | ------------------- |
| Лев Пічахчі       | Максим              |
| Наталія Бадер     | Мама Максима (Катя) |
| Дар'я Дубровська  | Ліза                |
| Діана Глостер     | Леся                |
| Микита Вакулюк    | Боря                |
| Дядя Жора         | камео               |
| Руслан Сеферов    | далекобійник        |
| Михайло Слівний   | Режисер / Дідусь    |
| Марго Любомськая  | касирка на заправці |
| Юлія Антоненко    | Підприємиця         |
| Юлія Ігнатова     | Адміністраторка ДК  |
| Аделія Назарчук   | Перше кохання       |
| Ірина Кудашова    | Помічниця режисера  |
| Максим Кузьменко  | сектант № 1         |
| Дмитро Іваненко   | сектант № 2         |
| Руслан Азаркін    | сектант № 3         |
| Оксана Цимбал     | сектантка           |
| Єгор Снігирь      | друг далекобійника  |
| Михайло Варбанець | хуліган № 1         |
| Гліб Лапчук       | хуліган № 2         |
| Максим Гузовський | хуліган № 3         |
| Наталя Савіна     | жінка у маршрутці   |
| Олексій Власенко  | коп № 1             |
| Дмитро Бугаєнко   | покупець            |

### Знімальна група
- Режисер-постановник: Сергій Шляхтюк
- Сценаристи: Сергій Шляхтюк, Єва Є Воєрманн
- Продюсери: Сергій Шляхтюк, Єва Є Воєрманн, Євгеній Литвиненко
- Виконавчий продюсер: Сергій Шляхтюк
- Лінійний продюсер: Снігир Єгор
- Оператор-постановник: Сергій Субботін
- Другий режисер: Євгеній Савченко
- Художниця по костюмах: Наталія Лавренюк
- Художниця по гриму: Крістіна Мороз
- Гафер: Ярослав Федоренко
- Реквізитор: Роман Шаталов

## Виробництво
Фільмування стрічки розпочалося у березні 2020 року.

## Саундрек
Саундтрек до фільму створили Сергій Булах (автор слів) та Влад Булах (автор музики). Його виконала українська співачка СолоХа.

## Реліз
Широкий кінотеатральний прокат був запланований на 24 грудня 2020 року (дистриб'ютор UFD), однак через COVID-19 кінотеатральну прем'єру перенесли на 2 грудня 2021 року.